# Sticky and Sweet Tour (tournée)
Cet article concerne la tournée de Madonna. Pour l’album de la même chanteuse, voir Sticky and Sweet Tour.
Tournées par Madonna
Confessions Tour (2006) The MDNA Tour (2012)
Le Sticky and Sweet Tour est la huitième tournée mondiale de la chanteuse américaine Madonna, faisant la promotion de son onzième album, Hard Candy. La tournée a débuté le 23 août 2008 à Cardiff, Royaume-Uni, et s'est achevé le 2 septembre 2009, à Tel Aviv, Israël. Elle a visité quatre continents, dont l'Europe, l'Amérique du Nord, l'Amérique du Sud et l'Asie, pour un total de 86 dates. Cette tournée marque également la première collaboration de Madonna avec Live Nation. Les dates furent annoncées en février 2008 pour les étapes américaines et européennes. La tournée devait initialement se rendre en Australie mais cette étape fut par la suite abandonnée en raison de causes budgétaires. C'est la costumière de Madonna, Arianne Philips, qui confectionne une fois de plus les costumes, avec l'aide d'autres créateurs.
Le spectacle est décrit comme un « voyage de rock dansant ». Il est divisé en quatre tableaux : Pimp, où le sadomasochisme est le thème principal ; Old School où les anciens tubes de Madonna sont croisés avec le travail de l'artiste Keith Haring ; Gypsy, une fusion de danse folklorique et de chansons hispaniques avec des performances allant de la mélancolie à la joie ; et Rave, partie où les performances sont inspirées de l'Asie centrale. La dernière partie contient un request song : Madonna demande à quelqu'un de public de choisir une de ses chansons pour l'interpréter. La tournée a subi quelques changements lors de l'étape européenne de 2009, comme un hommage à Michael Jackson, décédé en juin 2009. Le show a reçu majoritairement des critiques positives.
Le Sticky and Sweet Tour a battu de nombreux records en termes de succès commercial. Après la première étape, la tournée est devenu la tournée la plus lucrative par un article solo, générant 283 millions de dollars (309,84 millions en dollars de 2015), battant ainsi le record détenu par Madonna elle-même pour sa précédente tournée, The Confessions Tour. Madonna a joué devant plus de 3,5 millions de spectateurs dans 32 pays, générant un total de 408 millions de dollars, en faisant la deuxième tournée mondiale la plus lucrative de tous les temps, derrière A Bigger Bang Tour des Rolling Stones. Il est encore aujourd'hui au top du classement en tant que tournée la plus lucrative pour une artiste féminine et se trouve en cinquième position dans le top des tournées les plus rentables.
Madonna a reçu énormément de réponses négatives du parti républicain, en critiquant ouvertement les politiques de John McCain et Sarah Palin. Alors qu'elle se trouvait en Roumanie, en 2009, le discours de Madonna face à la discrimination des gypsys dans les pays d'Europe central fut généralement mal reçu. Pendant la seconde étape, deux techniciens construisant la scène au stade Vélodrome de Marseille furent tués. Le CD et DVD de la tournée furent réalisés en mars 2010 et enregistrés lors des deux concerts argentins.

## La tournée
Cette nouvelle tournée mondiale a été officialisée par Guy Oseary, le manager de Madonna et Arthur Fogel, PDG de Live Nation le 8 mai 2008.
Cette tournée passera par divers stades et grandes salles dans les continents américain et européen, et Madonna retournera dans des pays où elle ne s'était plus rendue depuis son Girlie Show de 1993, à savoir le Brésil, l'Argentine et le Mexique. La première partie comportait 58 concerts devant plus de 2,5 millions de spectateurs, dont 650 000 en Amérique du Sud.
Le 27 janvier 2009, Madonna annonce, via son site officiel, qu'elle reprendra la tournée en Europe durant l'été 2009. Ce Sticky and Sweet Tour 2 passera principalement dans des endroits où Madonna n'est jamais allée, en Belgique ou en Bulgarie par exemple.
Le 3 avril 2009, le site de Madonna annonce que deux concerts sont déprogrammés : le second concert à Manchester prévu le 8 juillet et le concert à Hambourg prévu le 28 juillet. Le concert d'Oslo est alors déplacé au 28 juillet.
Le 16 juillet 2009, à quelques jours du concert prévu à Marseille, une partie de la scène qui devait accueillir le show de Madonna au stade Vélodrome s’est effondrée en plein montage, faisant deux morts et huit blessés. Une information judiciaire est ouverte pour homicide et blessures involontaires. Le concert est rapidement annulé, et Madonna, très affectée, fait le déplacement quelques jours plus tard dans la cité phocéenne pour apporter son soutien aux familles des victimes.
Le concert du 20 août prévu en Slovénie fut annulé. Seulement 7 000 places ayant été vendues, contre 63 000 mises en ventes.

### Première partie
Robyn a été annoncé comme première partie des concerts en Europe. Seuls Rome, Londres et Paris ne bénéficieront pas de sa présence ; Benassi Bros, Paul Oakenfold et Bob Sinclar seront présents pour ces dates, respectivement. Nice a par contre bénéficié d'une première partie double avec la présence de Robyn et Laurent Wolf. Les premières parties du Sticky and Sweet Tour 2 seront assurées uniquement par Paul Oakenfold.

## Vente de tickets
Sticky and Sweet Tour 2008
- 12 mai : Le fan club officiel de la chanteuse mettait en pré-vente les tickets (les personnes qui se seraient inscrites après le 30 avril 2008 n'en ont pas bénéficié).
- 16 mai : Mise en vente des tickets pour les concerts de Paris, Cardiff, Londres et Nice.
- 17 mai : Mise en vente des tickets à Amsterdam, Chicago et Boston.
- 25 juin : Mise en vente des tickets à Mexico.
- 10 septembre : Mise en ventes des concerts sud-américains.

Sticky and Sweet Tour 2009
- Février-Mars : pré-vente de tous les tickets sur le fan club de Madonna et vente au grand public quelques jours plus tard.
- Juin : vente des tickets pour Tel-Aviv

La limite de tickets achetables par une seule personne était de quatre pour les salles et six pour les stades, dans le but de limiter la vente au noir. La vente totale des tickets dans certaines villes a été très rapide, comme à Montréal où tous les tickets ont été vendus en 9 minutes. Les tarifs sont :
Fosse : 88 euros
Catégorie 3 : 121 euros
Catégorie 2 : 170 euros
Catégorie 1 : 192 euros

## Setlist

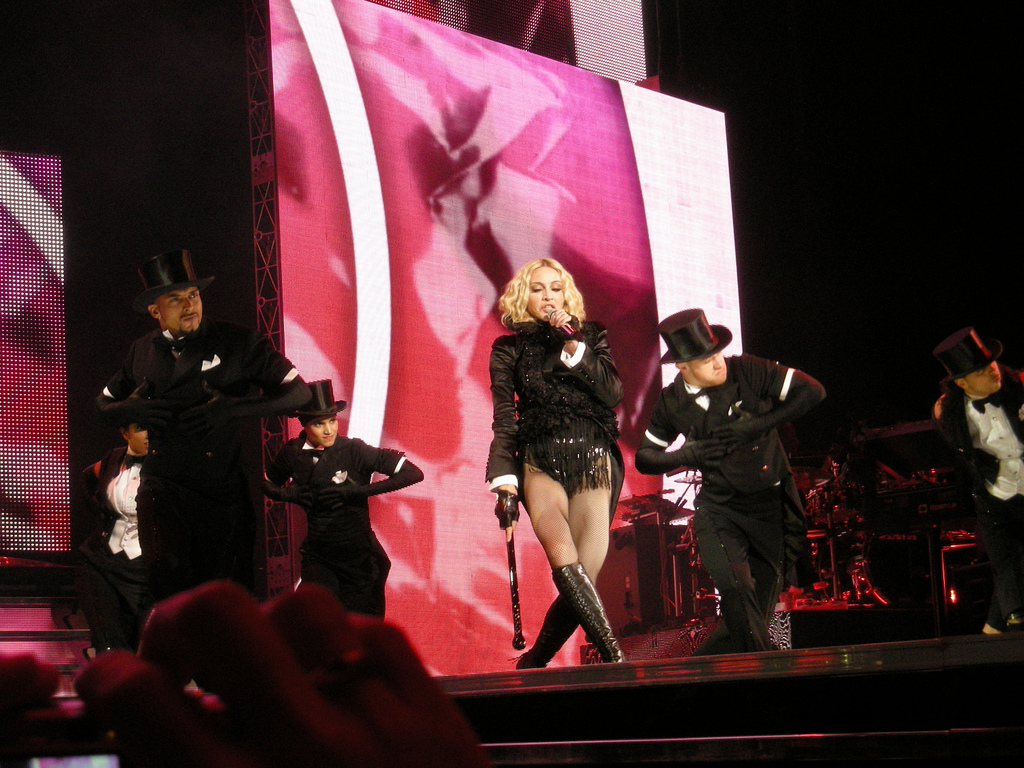
Madonna pendant le thème Pimp

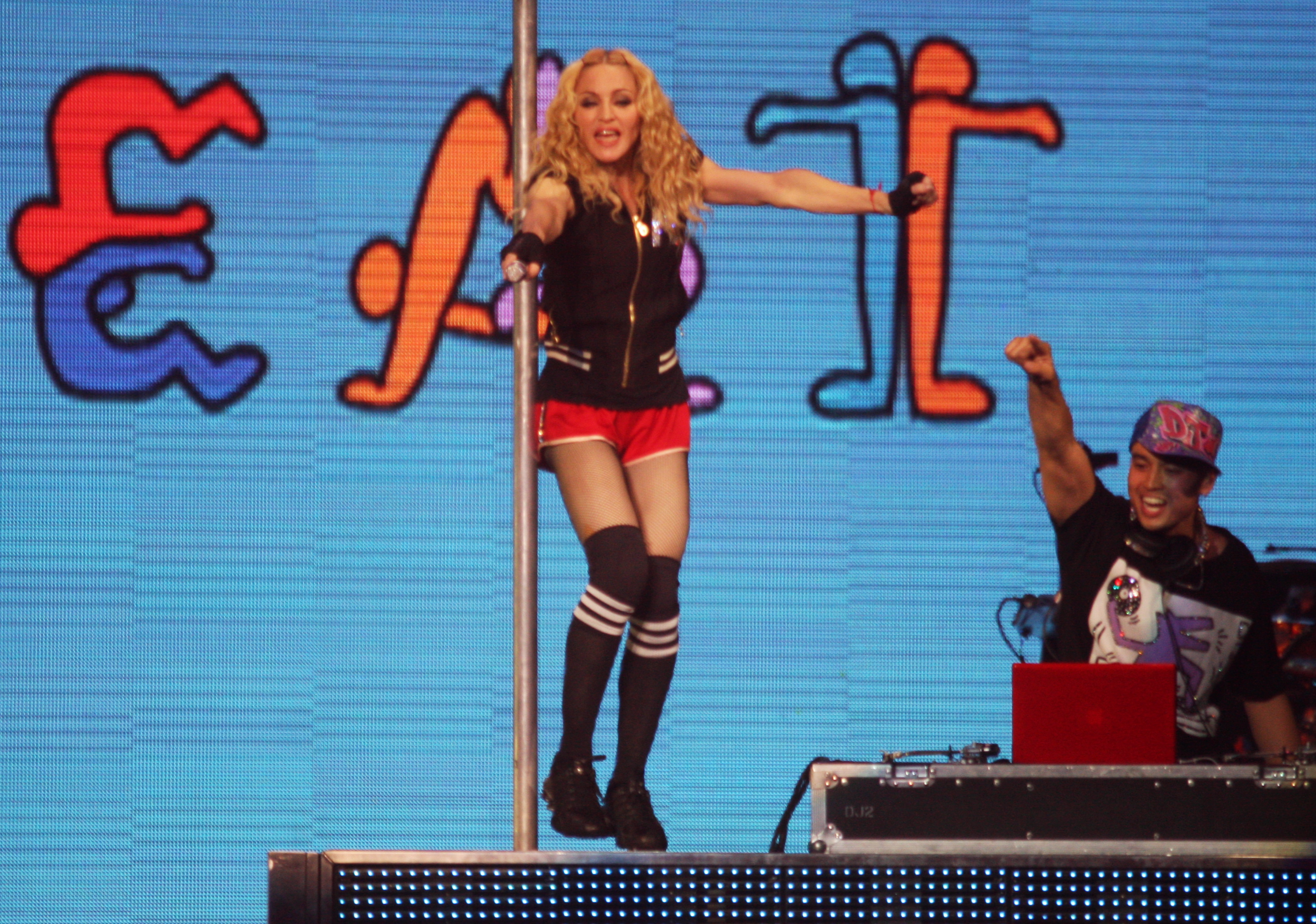
Le thème Old School

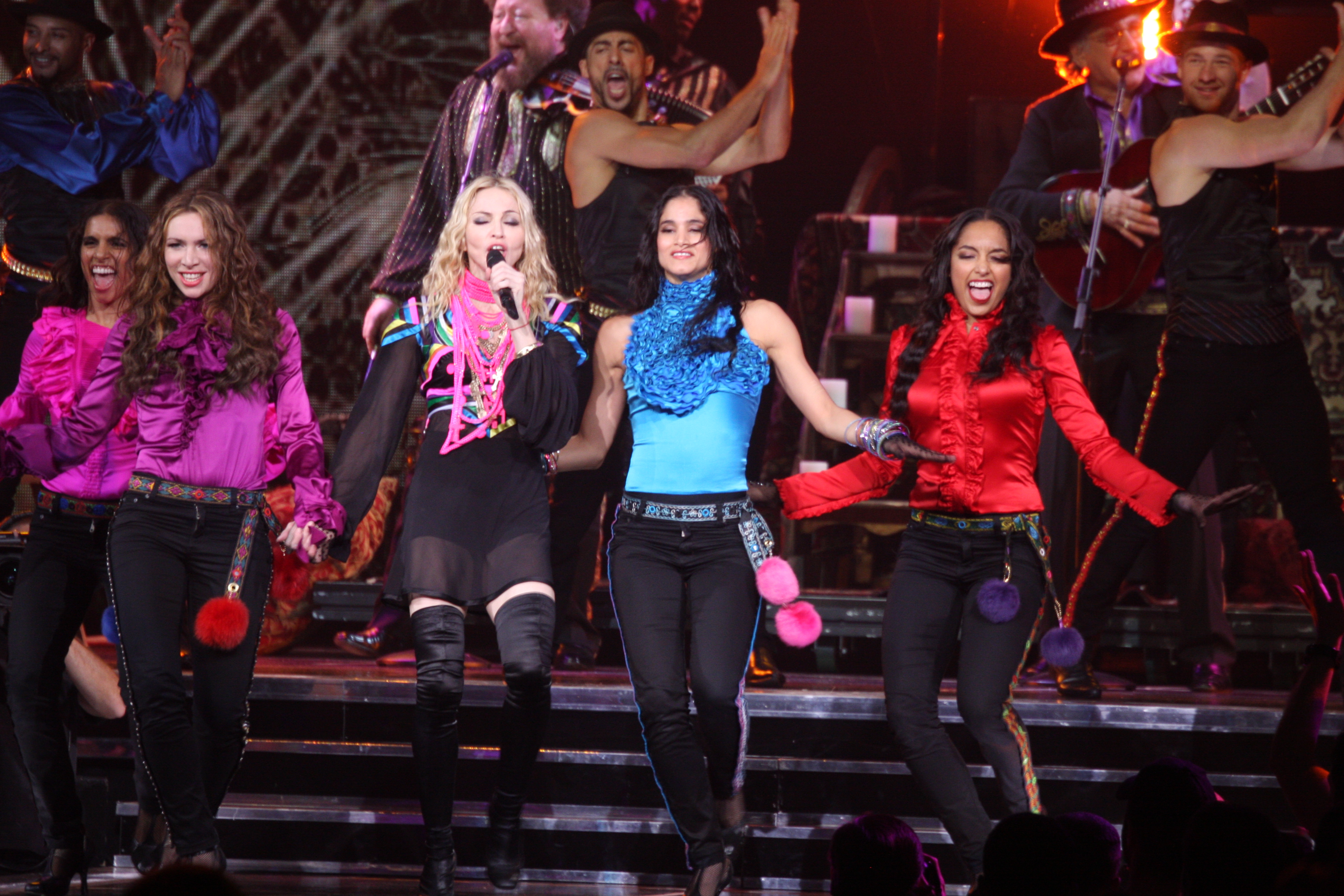
Le thème Gypsy

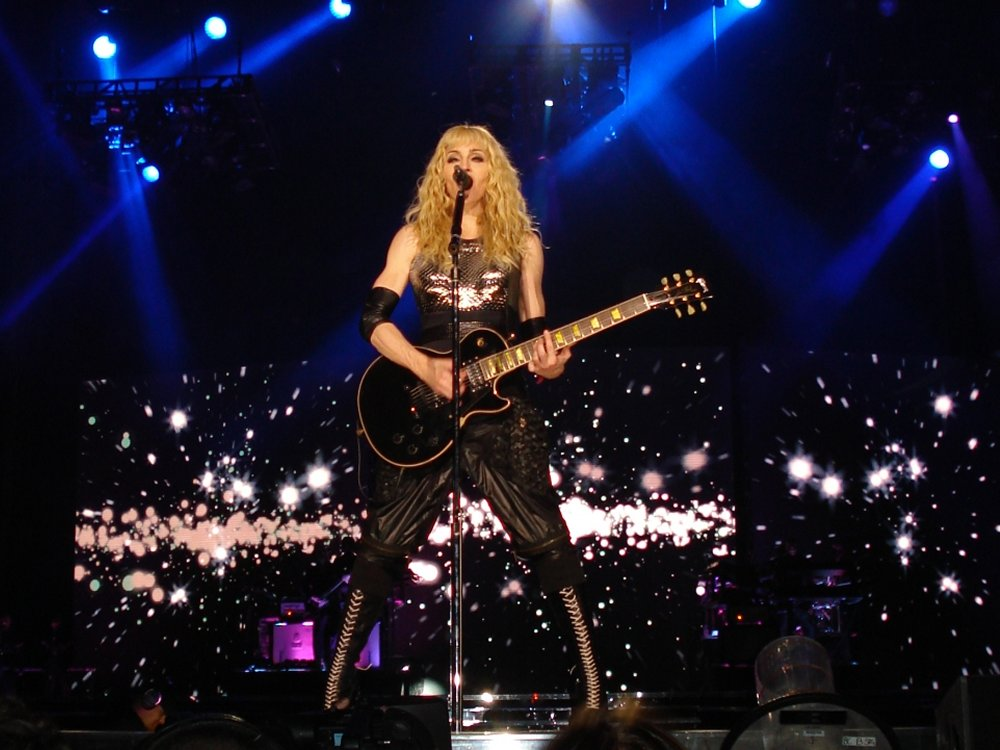
Madonna pendant le thème Rave

### Autres informations
Madonna chante un titre de chacun de ses albums studio sauf Erotica et American Life, qui sont cependant représentés par des interludes vidéos, en plus de la bande originale du film d'Alan Parker Evita, et de celle de Dick Tracy, I'm Breathless. Neuf titres du dernier album de Madonna, Hard Candy, seront interprétés (soit l'intégralité de cet album sauf Incredible, Dance 2night et Voices), et 8 en 2009 (exit Heartbeat). Notons qu'en 2009, Confessions on a Dance Floor ne sera représenté qu'avec un sample de Jump de 30 secondes durant Into the Groove.

## Request
Durant le tableau Rave Party, avant de chanter Hung Up, Madonna invite ses spectateurs à lui proposer un ancien titre et le reprendre avec elle. On a pu ainsi entendre des extraits des morceaux suivants :
- Express Yourself
- Like a Virgin
- I Love New-York
- Beautiful Stranger
- Holiday
- Lucky Star
- Material Girl
- Burning Up
- American Life
- Secret
- Open Your Heart
- Sorry
- Everybody
- Dress You Up

À noter, qu'en 2009, lors du Sticky and Sweet Tour 2009, exit le Request durant le Rave Party.

## Invités
Durant certaines dates américaines, Madonna a été rejointe sur scène par d'autres artistes :
- Pharrell Williams pendant Give It 2 Me à New York et à Miami, pendant Beat Goes On à New York
- Britney Spears pendant Human Nature à Los Angeles
- Justin Timberlake pendant 4 Minutes à Los Angeles
- Timbaland pendant 4 Minutes à Miami

## Personnel
- Directeur artistique : Jamie King
- Directeur musical : Kevin Antunes
- Costumes : Givenchy, Arianne Philipps, Tom Ford, Miu Miu, Stella McCartney, Moschino, Yves Saint Laurent, Roberto Cavalli et Jeremy Scott
- Promoteur : Live Nation

### Musiciens
- Claviers : Ric'key Pageot et Kevin Antunes
- Batterie : Brian Frasier-Moore qui a remplacé Steve Sidelnyk
- Guitare : Monte Pittman et Madonna
- Platines vinyle et mixage : DJ Enferno
- Violon : Arkady Gips
- Guitare : Alexander Kolpakov
- Guitare : Vadim Kolpakov
- Chœurs : Nicki Richards et Kiley Dean

## Quelques remarques

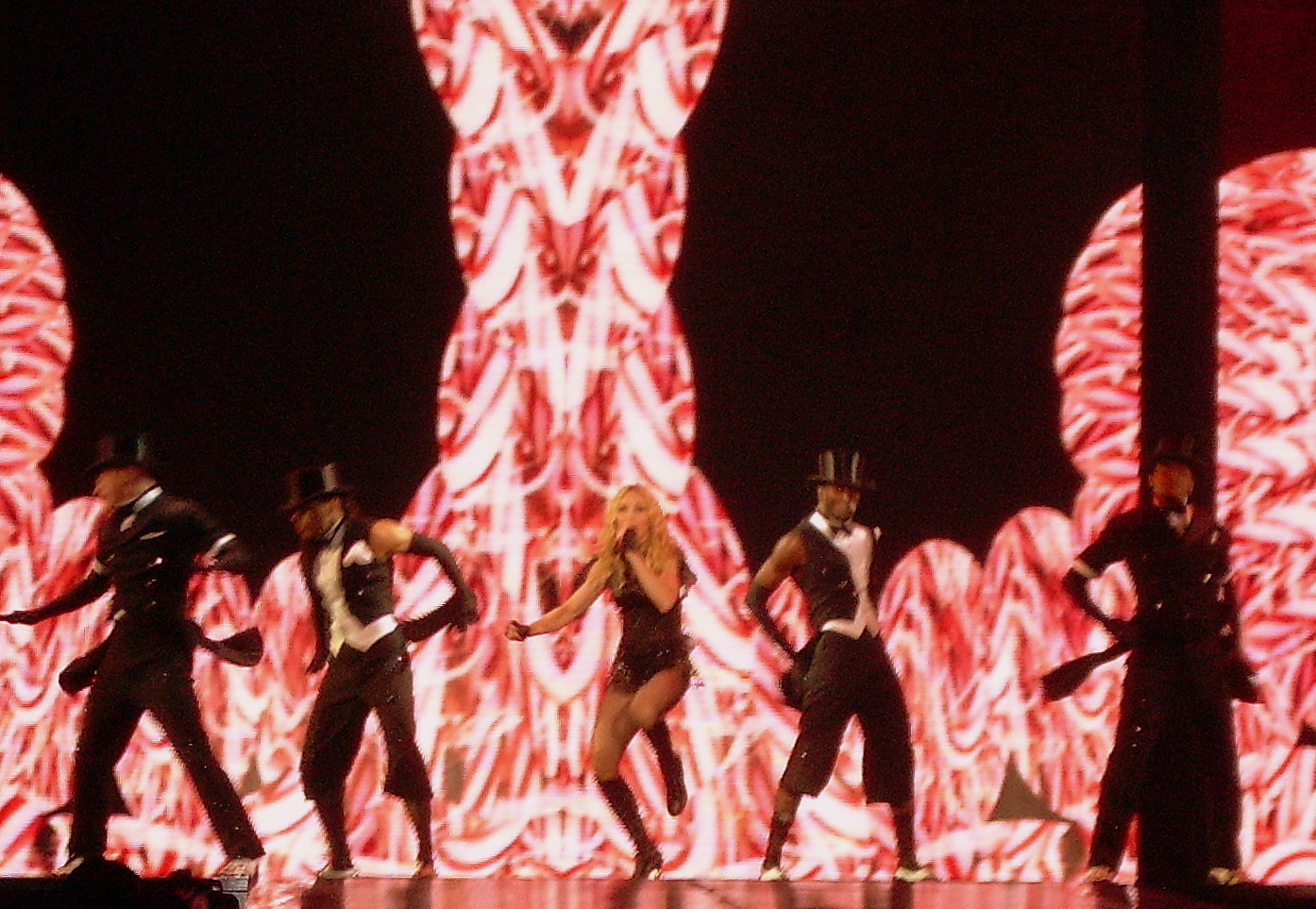
Candy Shop

- Madonna a chanté devant plus de 70 000 personnes à Zurich, le 30 août 2008, et a ainsi donné le plus grand concert jamais organisé en Suisse.
- À la fin de Hung Up, à Lisbonne, Madonna a chuté sur les fesses.
- À Budva, le début ne s'est pas passé comme prévu : le trône est apparu en retard, alors qu'elle avait commencé à chanter.
- Pendant le concert de Rome, Madonna a dédié sa chanson Like a Virgin au Pape Benoît XVI.
- À New-York, Madonna a attaqué Sarah Palin en lui disant qu'elle n'était pas invitée à son show. Plus tard, elle a lancé à la foule une vingtaine de préservatifs, sur lesquels figurait la photo de Sarah Palin.
- À San Diego, Madonna a fêté la victoire de Barack Obama en portant, tout comme ses danseurs, sur Give It 2 Me, un tee-shirt à l'effigie du nouveau président des États-Unis.
- Les répétitions eurent plusieurs fois lieux en public comme à Santiago.
- À Los Angeles, Britney Spears a rejoint Madonna pendant Human Nature  et Justin Timberlake pendant 4 Minutes.
- Le show argentin du 3 décembre a été reporté au 8, en raison d'un retard de l'avion transportant ses costumes.
- Madonna a chanté Don't Cry For Me Argentina lors de ses shows à Buenos Aires, après avoir chanté You Must Love Me.
- C'est à Buenos Aires, au River Plate Stadium, que le DVD du Sticky and Sweet Tour est enregistré.
- Durant son premier show à Rio de Janeiro, Madonna porte la tenue du Hard Candy Promo Tour pour la partie Pimp. Par ailleurs, en raison de la pluie battante, un membre de son personnel lui tient un parapluie durant les chansons où elle est debout avec la guitare.
- Pour un de ses shows brésiliens, Madonna porte le tee-shirt no 10 de l'équipe de football brésilien, à son nom, offert par le gouverneur de Rio dans les coulisses. Elle brandit aussi le drapeau du pays à la fin de Give it 2 Me.
- Pour le dernier show brésilien, les danseurs se présentent avec le drapeau brésilien autour de la taille pour Hung Up.
- Pour la seconde partie de la tournée, qui débute en juillet 2009, certains costumes changent, le morceau Heartbeat est remplacé par le mégatube Holiday (mixé avec le tout premier single de Madonna Everybody et  Celebration), Borderline est remplacé par Dress You Up, et Hung Up version rock par une version dance de Frozen (mixé avec Open Your Heart et I'm Not Alone de Calvin Harris).
- Lors des concerts de la seconde partie, Madonna et ses danseurs rendent un hommage à Michael Jackson. Lors de Holiday, un danseur déguisé en Michael Jackson exécute un numéro sur un pot-pourri comprenant Billie Jean, Another Part Of Me et Wannabe Startin' Something.
- Le 16 juillet 2009 deux techniciens sont tués au stade Vélodrome de Marseille lors de l'effondrement de la structure de la scène qu'ils étaient en train de monter pour la date du 19 juillet 2009. Huit furent également blessés. La représentation est alors annulée. Madonna rend visite aux familles des victimes et « offre ses larmes » au public d'Udine en leur rendant hommage avant de chanter You must love me.
- Le clip qui accompagne Get Stupid fait référence à la politique internationale et à la guerre. On voit une opposition manichéenne entre différents personnages politiques : Kim Jong-Il, Adolf Hitler, Robert Mugabe, Mahmoud Ahmadinejad d'un côté et Nelson Mandela, Barack Obama, le Dalaï Lama, Al Gore, de l'autre. On aperçoit également des images de guerres qui rappellent la première version du clip American Life. Lors de son concert du 9 juillet 2009 à Paris, des images faisant référence à la révolte Iranienne et au 'Mouvement vert' sont insérées au clip, comme l'apparition du slogan Where is my vote ?.
- Lors de son concert à Bucarest, Madonna s'est fait huer par le public en voulant défendre les Roms[3].
- Une semaine après son concert à Sofia, quinze citoyens bulgares se noient dans le lac d'Ohrid. Lors des prières le métropolite Nicolas de Plovdiv attribue cette tragédie nationale à la chute des mœurs, y compris ce concert au jour de saint Jean Baptiste, un des plus grands jours pour l'église orthodoxe. Son éminence considère l'événement une punition divine[4],[5],[6]. Le concert a eu lieu malgré l'opposition véhémente de l'Église Orthodoxe Bulgare.
- Le 2 septembre 2009, lors du dernier concert à Tel Aviv, les deux garçons de la chanteuse, David et Rocco, la rejoignent sur scène. Lourdes, la fille ainée de Madonna, participe quant à elle aux morceaux Devil Wouldn't Recognize You et Give It 2 Me[7].

## Dates et lieux des concerts
| Date               | Ville             | Pays               | Lieu                                      | Affluence                   |
| ------------------ | ----------------- | ------------------ | ----------------------------------------- | --------------------------- |
| Première partie    |                   |                    |                                           |                             |
| Europe             |                   |                    |                                           |                             |
| 23 août 2008       | Cardiff           | Royaume-Uni        | Millennium Stadium                        | Complet / 33 000            |
| 26 août 2008       | Nice              | France             | Stade Charles-Ehrmann                     | Places disponibles / 41 000 |
| 28 août 2008       | Berlin            | Allemagne          | Stade olympique de Berlin                 | Complet / 47 000            |
| 30 août 2008       | Zurich            | Suisse             | Dübendorf                                 | Complet / 70 000            |
| 2 septembre 2008   | Amsterdam         | Pays-Bas           | Johan Cruyff Arena                        | Complet / 50 000            |
| 4 septembre 2008   | Düsseldorf        | Allemagne          | LTU Arena                                 | Complet / 35 000            |
| 6 septembre 2008   | Rome              | Italie             | Stade olympique de Rome                   | Complet / 58 000            |
| 9 septembre 2008   | Francfort         | Allemagne          | Commerzbank-Arena                         | Complet / 40 000            |
| 11 septembre 2008  | Londres           | Royaume-Uni        | Stade de Wembley                          | Complet / 73 000            |
| 14 septembre 2008  | Lisbonne          | Portugal           | Parque da Bela Vista                      | Complet / 75 000            |
| 16 septembre 2008  | Séville           | Espagne            | Stade olympique de Séville                | Complet / 48 000            |
| 18 septembre 2008  | Valence           | Espagne            | Circuit de Valence Ricardo Tormo          | Complet / 50 000            |
| 20 septembre 2008  | Saint-Denis       | France             | Stade de France                           | Complet / 72 000            |
| 21 septembre 2008  | Saint-Denis       | France             | Stade de France                           | 66 000/72 000               |
| 23 septembre 2008  | Vienne            | Autriche           | Danube Island                             | Complet / 57 000            |
| 25 septembre 2008  | Budva             | Monténégro         | Jaz Beach                                 | Complet / 48 000            |
| 27 septembre 2008  | Athènes           | Grèce              | Stade olympique d'Athènes                 | Complet / 76 000            |
| Amérique du Nord   |                   |                    |                                           |                             |
| Date               | Ville             | Pays               | Lieu                                      | Affluence                   |
| 4 octobre 2008     | East Rutherford   | États-Unis         | Izod Center                               | Complet / 17 000            |
| 6 octobre 2008     | New York          | États-Unis         | Madison Square Garden                     | Complet / 15 000            |
| 7 octobre 2008     | New York          | États-Unis         | Madison Square Garden                     | Complet / 15 000            |
| 11 octobre 2008    | New York          | États-Unis         | Madison Square Garden                     | Complet / 15 000            |
| 12 octobre 2008    | New York          | États-Unis         | Madison Square Garden                     | Complet / 15 000            |
| 15 octobre 2008    | Boston            | États-Unis         | TD Banknorth Garden                       | Complet / 14 000            |
| 16 octobre 2008    | Boston            | États-Unis         | TD Banknorth Garden                       | Places disponibles / 13 000 |
| 18 octobre 2008    | Toronto           | Canada             | Air Canada Centre                         | Complet / 17 000            |
| 19 octobre 2008    | Toronto           | Canada             | Air Canada Centre                         | Complet / 17 000            |
| 22 octobre 2008    | Montréal          | Canada             | Centre Bell                               | Complet / 17 000            |
| 23 octobre 2008    | Montréal          | Canada             | Centre Bell                               | Complet / 17 000            |
| 26 octobre 2008    | Chicago           | États-Unis         | United Center                             | Complet                     |
| 27 octobre 2008    | Chicago           | États-Unis         | United Center                             | Complet                     |
| 30 octobre 2008    | Vancouver         | Canada             | BC Place Stadium                          | Complet                     |
| 1er novembre 2008  | Oakland           | États-Unis         | Oracle Arena                              | Complet                     |
| 2 novembre 2008    | Oakland           | États-Unis         | Oracle Arena                              | Complet                     |
| 4 novembre 2008    | San Diego         | États-Unis         | PETCO Park                                | Complet                     |
| 6 novembre 2008    | Los Angeles       | États-Unis         | Dodger Stadium                            | Places disponibles          |
| 8 novembre 2008    | Las Vegas         | États-Unis         | MGM Grand Garden Arena                    | Complet                     |
| 9 novembre 2008    | Las Vegas         | États-Unis         | MGM Grand Garden Arena                    | Complet                     |
| 11 novembre 2008   | Denver            | États-Unis         | Pepsi Center                              | Complet                     |
| 12 novembre 2008   | Denver            | États-Unis         | Pepsi Center                              | Complet                     |
| 16 novembre 2008   | Houston           | États-Unis         | Minute Maid Park                          | Places disponibles          |
| 18 novembre 2008   | Détroit           | États-Unis         | Ford Field                                | Places disponibles          |
| 20 novembre 2008   | Philadelphie      | États-Unis         | Wachovia Center                           | Complet                     |
| 22 novembre 2008   | Atlantic City     | États-Unis         | Boardwalk Hall                            | Places disponibles          |
| 24 novembre 2008   | Atlanta           | États-Unis         | Philips Arena                             | Places disponibles          |
| 26 novembre 2008   | Miami             | États-Unis         | Dolphin Stadium                           | Complet                     |
| 29 novembre 2008   | Mexico            | Mexique            | Foro Sol                                  | Complet                     |
| 30 novembre 2008   | Mexico            | Mexique            | Foro Sol                                  | Complet                     |
| Amérique du Sud    |                   |                    |                                           |                             |
| Date               | Ville             | Pays               | Lieu                                      | Affluence                   |
| 4 décembre 2008    | Buenos Aires      | Argentine          | Stade Monumental Antonio Vespucio Liberti | Complet / 65 000            |
| 5 décembre 2008    | Buenos Aires      | Argentine          | Stade Monumental Antonio Vespucio Liberti | Complet / 65 000            |
| 7 décembre 2008    | Buenos Aires      | Argentine          | Stade Monumental Antonio Vespucio Liberti | Complet / 65 000            |
| 8 décembre 2008    | Buenos Aires      | Argentine          | Stade Monumental Antonio Vespucio Liberti | Complet / 65 000            |
| 10 décembre 2008   | Santiago          | Chili              | Stade national                            | Complet / 65 000            |
| 11 décembre 2008   | Santiago          | Chili              | Stade national                            | Complet / 65 000            |
| 14 décembre 2008   | Rio de Janeiro    | Brésil             | Stade Maracanã                            | Complet / 65 000            |
| 15 décembre 2008   | Rio de Janeiro    | Brésil             | Stade Maracanã                            | Complet / 65 000            |
| 18 décembre 2008   | São Paulo         | Brésil             | Stade Cícero-Pompeu-de-Toledo             | Complet / 75 000            |
| 20 décembre 2008   | São Paulo         | Brésil             | Stade Cícero-Pompeu-de-Toledo             | Complet / 75 000            |
| 21 décembre 2008   | São Paulo         | Brésil             | Stade Cícero-Pompeu-de-Toledo             | Complet / 75 000            |
| Seconde partie     |                   |                    |                                           |                             |
| Europe             |                   |                    |                                           |                             |
| Date               | Ville             | Pays               | Lieu                                      | Affluence                   |
| 4 juillet 2009     | Londres           | Royaume-Uni        | O2 Arena                                  | Complet                     |
| 5 juillet 2009     | Londres           | Royaume-Uni        | O2 Arena                                  | Complet                     |
| 7 juillet 2009     | Manchester        | Royaume-Uni        | Manchester Arena                          | Complet / 13 500            |
| 8 juillet 2009     | Manchester        | Royaume-Uni        | Manchester Arena                          | Annulé                      |
| 9 juillet 2009     | Paris             | France             | Palais omnisports de Paris-Bercy          | Places disponibles / 15 800 |
| 11 juillet 2009    | Werchter          | Belgique           | Rock Werchter                             | Complet / 70 000            |
| 14 juillet 2009    | Milan             | Italie             | Stade San Siro                            | Complet                     |
| 16 juillet 2009    | Udine             | Italie             | Stade Friuli                              | Comple / 40 000             |
| 19 juillet 2009    | Marseille         | France             | Stade Vélodrome                           | Annulé                      |
| 21 juillet 2009    | Barcelone         | Espagne            | Stade olympique Lluís-Companys            | Places disponibles / 50 000 |
| 23 juillet 2009    | Madrid            | Espagne            | Stade Vicente-Calderón                    | Places disponibles / 50 00  |
| 25 juillet 2009    | Saragosse         | Espagne            | Recinto de la Feria de Zaragoza           | Places disponibles / 20 000 |
| 28 juillet 2009    | Oslo              | Norvège            | Stade Valle Hovin                         | Complet                     |
| 30 juillet 2009    | Oslo              | Norvège            | Stade Valle Hovin                         | Complet                     |
| 2 août 2009        | Saint-Pétersbourg | Russie             | Place du Palais                           | Places disponibles          |
| 4 août 2009        | Tallinn           | Estonie            | Tallinn Song Festival Grounds             | Complet                     |
| 6 août 2009        | Helsinki          | Finlande           | West Harbour                              | Complet                     |
| 8 août 2009        | Göteborg          | Suède              | Ullevi                                    | Complet                     |
| 9 août 2009        | Göteborg          | Suède              | Ullevi                                    | Complet                     |
| 11 août 2009       | Copenhague        | Danemark           | Parken Stadium                            | Places disponibles          |
| 13 août 2009       | Prague            | République tchèque | Chodov National Amphitheater              | Places disponibles          |
| 15 août 2009       | Varsovie          | Pologne            | Bemowo Airport                            | Places disponibles          |
| 18 août 2009       | Munich            | Allemagne          | Stade olympique de Munich                 | Places disponibles          |
| 20 août 2009       | Ljubljana         | Slovénie           | Ljubljana Hippodrome                      | Annulé                      |
| 22 août 2009       | Budapest          | Hongrie            | Stade Ferenc Puskas                       | Places disponibles          |
| 24 août 2009       | Belgrade          | Serbie             | Ušće Park                                 | Places disponibles          |
| 26 août 2009       | Bucarest          | Roumanie           | Parc Izvor                                | Complet / 70 000            |
| 29 août 2009       | Sofia             | Bulgarie           | Stade national Vassil-Levski              | Complet                     |
| 1er septembre 2009 | Tel Aviv          | Israël             | Yhoshua Gardens                           | Complet / 50 000            |
| 2 septembre 2009   | Tel Aviv          | Israël             | Yhoshua Gardens                           | Places disponibles / 50 000 |

## Galerie

### Act 1: Pimp
|                                        |
| The Sweet Machine (Video Introduction) |

|            |
| Candy Shop |

|              |
| Beat Goes On |

|              |
| Human Nature |

|       |
| Vogue |

|                             |
| Die Another Day (Interlude) |

### Act 2: Old School
|                 |
| Into The Groove |

|                  |
| Heartbeat (2008) |

|                  |
| Bordeline (2008) |

|                |
| Holiday (2009) |

|                     |
| Dress You Up (2009) |

|              |
| She's Not Me |

|       |
| Music |

### Act 3: Gypsy
|                                              |
| Rain / Here Comes the Rain Again (Interlude) |

|                              |
| Devil Wouldn't Recognize You |

|                |
| Spanish Lesson |

|            |
| Miles Away |

|                |
| La isla bonita |

|                                                  |
| Doli Doli (Kolpakov Trio Solo) (Dance Interlude) |

|                  |
| You Must Love Me |

### Act 4: Rave
|                        |
| Get Stupid (Interlude) |

|           |
| 4 Minutes |

|               |
| Like a Prayer |

|               |
| Frozen (2009) |

|              |
| Ray of Light |

|                |
| Hung Up (2008) |

|              |
| Give It 2 Me |